# Inostemma foersteri
Inostemma foersteri är en stekelart som beskrevs av Jean-Jacques Kieffer 1914. Inostemma foersteri ingår i släktet Inostemma och familjen gallmyggesteklar. Inga underarter finns listade i Catalogue of Life.